# Вольтерс, Клаус
Клаус Вольтерс (нем. Klaus Wolters; 28 апреля 1926, Винтертур — 13 апреля 2012, Вайнфельден) — швейцарский пианист и музыкальный педагог. Сын Эрнста Вольтерса.
Окончил Цюрихскую консерваторию, ученик Вальтера Фрая. Начал концертировать в возрасте 24 лет, выступал в различных городах Швейцарии, а также в Париже, Брюсселе, Штутгарте. В 1972 г. из-за развившейся фокальной дистонии вынужден был прекратить исполнительскую карьеру. Сосредоточившись на педагогической деятельности, опубликовал ряд книг и пособий, из которых наибольшим успехом пользовался справочник по фортепианной музыке (нем. Handbuch der Klavierliteratur zu zwei Händen; 1967, 5-е издание 2002), получивший высокую оценку специалистов. Опубликовал также краткий очерк истории фортепиано и пианизма (нем. Das Klavier: Eine Einführung in Geschichte und Bau des Instruments und in die Geschichte des Klavierspiels; 1984, 2-е издание 1996). Для издательства Bärenreiter составил собрание фортепианных сонатин в двух выпусках (1988—1989). Редактировал издания произведений Карла Черни и Теодора Кирхнера.